# Carbondale (Colorado)
Carbondale és una població dels Estats Units a l'estat de Colorado. Segons el cens del 2008 tenia 6.226 habitants.

## Demografia
Segons el cens del 2000, Carbondale tenia 5.196 habitants, 1.744 habitatges, i 1.168 famílies. La densitat de població era de 998,1 habitants per km².
Dels 1.744 habitatges en un 41,1% hi vivien nens de menys de 18 anys, en un 51,8% hi vivien parelles casades, en un 10,5% dones solteres, i en un 33% no eren unitats familiars. En el 20,3% dels habitatges hi vivien persones soles el 3,4% de les quals corresponia a persones de 65 anys o més que vivien soles. El nombre mitjà de persones vivint en cada habitatge era de 2,89 i el nombre mitjà de persones que vivien en cada família era de 3,32.
Per edats la població es repartia de la següent manera: un 26,1% tenia menys de 18 anys, un 11,7% entre 18 i 24, un 37,4% entre 25 i 44, un 18,7% de 45 a 60 i un 6% 65 anys o més.
L'edat mediana era de 31 anys. Per cada 100 dones de 18 o més anys hi havia 107,7 homes.
La renda mediana per habitatge era de 52.429 $ i la renda mediana per família de 55.726 $. Els homes tenien una renda mediana de 33.025 $ mentre que les dones 24.786 $. La renda per capita de la població era de 20.383 $. Entorn del 9,8% de les famílies i el 12,2% de la població estaven per davall del llindar de pobresa.

## Poblacions més properes
El següent diagrama mostra les poblacions més properes.